# Eccrisis
Eccrisis is een kevergeslacht uit de familie van de boktorren (Cerambycidae). De wetenschappelijke naam van het geslacht werd voor het eerst geldig gepubliceerd in 1888 door Pascoe.

## Soorten
Eccrisis omvat de volgende soorten:
- Eccrisis abdominalis Pascoe, 1888
- Eccrisis adlbaueri Vives, 2003
- Eccrisis alboscutata Villiers, Quentin & Vives, 2011
- Eccrisis biannulata Villiers, Quentin & Vives, 2011
- Eccrisis collaris Villiers, Quentin & Vives, 2011
- Eccrisis dimorpha Villiers, Quentin & Vives, 2011
- Eccrisis discalis Villiers, Quentin & Vives, 2011
- Eccrisis distincta (Fairmaire, 1901)
- Eccrisis filipennis Villiers, Quentin & Vives, 2011
- Eccrisis flavicollis (Waterhouse, 1878)
- Eccrisis luctifera (Fairmaire, 1893)
- Eccrisis muscaria (Fairmaire, 1900)
- Eccrisis perrieri (Fairmaire, 1900)
- Eccrisis plagiaticollis (Fairmaire, 1893)
- Eccrisis ruficornis Villiers, Quentin & Vives, 2011
- Eccrisis scalabrii (Fairmaire, 1896)
- Eccrisis septentrionalis Villiers, Quentin & Vives, 2011
- Eccrisis seyrigi Villiers, Quentin & Vives, 2011
- Eccrisis vitrea Villiers, Quentin & Vives, 2011